# 唐灭徐圆朗之战
唐平徐圆朗之战，唐高祖武德五年（622年）至武德六年（623年），唐朝在今河南、山东地区攻灭兖州总管徐圆朗之乱的战争。
鲁郡（治瑕丘，今山东济宁市兖州区）人徐圆朗是隋末活跃在今山东地区的义軍首領，据有琅邪郡（治临沂，今山东临沂市）以西，北至东平郡（治郓城，今山东郓城东）一带，有众二万余人，归附李密。李密战败，又归顺窦建德。唐朝秦王李世民率军平洛阳，徐圆朗以数州之地降唐，被授予兖州总管（唐改鲁郡为兖州），封鲁郡公。武德四年（621年）七月，刘黑闼起兵反唐后，秘密派人与徐圆朗联络。八月二十六日，徐圆朗扣押唐朝安集河南的葛国公盛彦师，起兵反唐，响应刘黑闼，自称鲁王。刘黑闼以其为大行台元帅。
宛州、郓州（治须城，今山东东平）、陈州（治宛丘，今河南淮阳）、杞州（治雍丘，今河南杞县）、伊州（治南汝原，今河南临汝）、曹州（治济阴，今山东曹县西北）、戴州（治今山东成武）等地豪强，全都杀死唐官响应徐圆朗。徐圆朗势力大增，引兵攻陷楚丘（今山东曹县东南），接下来攻虞城（今河南虞城北旧县城西南），不克而还。九月，徐圆朗进扰济州（治卢县，今山东茌平县西南），被济州治中吴伋论击退。
武德五年（622年）二月二十六日，唐朝汴州总管王要汉率军夺回杞州，并俘虏徐圆朗部将周文举。三月，李世民击败刘黑闼后，开始进攻徐圆朗。四月二十五日，唐朝行台民部尚书史万宝攻徐圆朗所据陈州。七月，唐軍夺回徐圆朗所占的十几座城池，震动淮泗之间。唐高祖见徐圆朗大勢已去，命淮安王李神通、河南大总管李世勣和行军总管任瓌继续进攻徐圆朗，七月初六，李世民率领主力班师还朝。李神通等将徐圆朗困在兖州，徐圆朗数次出战，均失利，城内百姓争着逾城降唐。武德六年（623年）二月二十日，徐圆朗率几名骑兵夜中突围，被山野村夫所杀，其地悉平。